# Гојаковићи (Пријепоље)
Гојаковићи су насеље у Србији у општини Пријепоље у Златиборском округу. Према попису из 2022. било је 80 становника.

## Демографија
У насељу Гојаковићи живи 151 пунолетни становник, а просечна старост становништва износи 41,8 година (37,7 код мушкараца и 46,4 код жена). У насељу има 48 домаћинстава, а просечан број чланова по домаћинству је 3,81.
Ово насеље је углавном насељено Бошњацима (према попису из 2002. године), а у последња три пописа, примећен је пад у броју становника.
|  |

| Демографија | Демографија | Демографија |
| Година      | Становника  | Становника  |
| ----------- | ----------- | ----------- |
| 1948.       | 309         |             |
| 1953.       | 346         |             |
| 1961.       | 393         |             |
| 1971.       | 413         |             |
| 1981.       | 339         |             |
| 1991.       | 234         | 234         |
| 2002.       | 183         | 231         |

| Етнички састав према попису из 2002.‍ | Етнички састав према попису из 2002.‍ | Етнички састав према попису из 2002.‍ | Етнички састав према попису из 2002.‍ | Етнички састав према попису из 2002.‍ |
| ------------------------------------ | ------------------------------------ | ------------------------------------ | ------------------------------------ | ------------------------------------ |
|                                      |                                      |                                      |                                      |                                      |
| Бошњаци                              | Бошњаци                              |                                      | 119                                  | 65,02%                               |
| Срби                                 | Срби                                 |                                      | 64                                   | 34,97%                               |
| непознато                            | непознато                            |                                      | 0                                    | 0,0%                                 |

| Година пописа     | 1948. | 1953. | 1961. | 1971. | 1981. | 1991. | 2002. |
| ----------------- | ----- | ----- | ----- | ----- | ----- | ----- | ----- |
| Број домаћинстава | 48    | 55    | 67    | 64    | 63    | 55    | 48    |

| Број чланова      | 1 | 2  | 3  | 4 | 5 | 6 | 7 | 8 | 9 | 10 и више | Просек |
| ----------------- | - | -- | -- | - | - | - | - | - | - | --------- | ------ |
| Број домаћинстава | 6 | 10 | 11 | 6 | 2 | 6 | 6 | 0 | 0 | 1         | 3,81   |

| Пол    | Укупно | Неожењен/Неудата | Ожењен/Удата | Удовац/Удовица | Разведен/Разведена | Непознато |
| ------ | ------ | ---------------- | ------------ | -------------- | ------------------ | --------- |
| Мушки  | 84     | 38               | 36           | 9              | 1                  | 0         |
| Женски | 75     | 19               | 35           | 17             | 4                  | 0         |
| УКУПНО | 159    | 57               | 71           | 26             | 5                  | 0         |

| Пол    | Укупно                    | Пољопривреда, лов и шумарство | Рибарство                            | Вађење руде и камена | Прерађивачка индустрија       |
| ------ | ------------------------- | ----------------------------- | ------------------------------------ | -------------------- | ----------------------------- |
| Мушки  | 42                        | 23                            | 0                                    | 0                    | 8                             |
| Женски | 9                         | 8                             | 0                                    | 0                    | 0                             |
| УКУПНО | 51                        | 31                            | 0                                    | 0                    | 8                             |
| Пол    | Производња и снабдевање   | Грађевинарство                | Трговина                             | Хотели и ресторани   | Саобраћај, складиштење и везе |
| Мушки  | 0                         | 8                             | 2                                    | 0                    | 0                             |
| Женски | 0                         | 1                             | 0                                    | 0                    | 0                             |
| УКУПНО | 0                         | 9                             | 2                                    | 0                    | 0                             |
| Пол    | Финансијско посредовање   | Некретнине                    | Државна управа и одбрана             | Образовање           | Здравствени и социјални рад   |
| Мушки  | 0                         | 0                             | 0                                    | 0                    | 1                             |
| Женски | 0                         | 0                             | 0                                    | 0                    | 0                             |
| УКУПНО | 0                         | 0                             | 0                                    | 0                    | 1                             |
| Пол    | Остале услужне активности | Приватна домаћинства          | Екстериторијалне организације и тела | Непознато            | Непознато                     |
| Мушки  | 0                         | 0                             | 0                                    | 0                    | 0                             |
| Женски | 0                         | 0                             | 0                                    | 0                    | 0                             |
| УКУПНО | 0                         | 0                             | 0                                    | 0                    | 0                             |